# 邓家泰
邓家泰（1914年—2003年），中国人民解放军将领、中国人民解放军开国少将。
曾任装甲兵副参谋长。1955年，授予中国人民解放军少将。